# I᷇
Cette page contient des caractères spéciaux ou non latins. S’ils s’affichent mal (▯, ?, etc.), consultez la page d’aide Unicode.
I᷇, appelé I aigu-macron, est un graphème utilisé dans les écritures du bassa.
Il s'agit de la lettre I diacritée d'un aigu-macron.

## Représentations informatiques
Le I aigu-macron peut être représenté avec les caractères Unicode suivants :
- décomposé (latin de base, diacritiques)[1],[2] :

| formes    | représentations | chaînes de caractères | points de code | descriptions                                      |
| --------- | --------------- | --------------------- | -------------- | ------------------------------------------------- |
| capitale  | I᷇               | I◌᷇                    | U+0049 U+1DC7  | lettre majuscule latine i diacritique aigu-macron |
| minuscule | i᷇               | i◌᷇                    | U+0069 U+1DC7  | lettre minuscule latine i diacritique aigu-macron |